# Франшвал
Франшвал (фр. Francheval) насеље је и општина у североисточној Француској у региону Шампањ-Арден, у департману Ардени која припада префектури Седан.
По подацима из 2011. године у општини је живело 625 становника, а густина насељености је износила 31,89 становника/km². Општина се простире на површини од 19,6 km². Налази се на средњој надморској висини од 220 метара.

## Демографија
| 1962. | 1968. | 1975. | 1982. | 1990. | 1999. | 2011. |
| ----- | ----- | ----- | ----- | ----- | ----- | ----- |
| 488   | 558   | 539   | 582   | 609   | 593   | 625   |

График промене броја становника у току последњих година